# Condé-lès-Autry
Condé-lès-Autry är en kommun i departementet Ardennes i regionen Grand Est (tidigare regionen Champagne-Ardenne) i nordöstra Frankrike. Kommunen ligger  i kantonen Monthois som ligger i arrondissementet Vouziers. År 2022 hade Condé-lès-Autry 64 invånare.

## Befolkningsutveckling
Antalet invånare i kommunen Condé-lès-Autry
Referens: INSEE